# ISO 3166-2:TO
ISO 3166-2:TO es la entrada para Tonga en ISO 3166-2, parte de los códigos de normalización ISO 3166 publicados por la Organización Internacional de Normalización (ISO), que define los códigos para los nombres de las principales subdivisiones (p.ej., provincias o estados) de todos los países codificados en ISO 3166-1.
En la actualidad, para Tonga, los códigos ISO 3166-2 se definen para 5 divisiones. 
Cada código consta de dos partes, separadas por un guion. La primera parte es TO, el código ISO 3166-1 alfa-2 para Tonga. La segunda parte tiene dos cifras (01–05).

## Códigos actuales
Los nombres de las subdivisiones se ordenan según el estándar ISO 3166-2 publicado por la Agencia de Mantenimiento ISO 3166 (ISO 3166/MA).
Pulsa sobre el botón en la cabecera para ordenar cada columna.
| Código | Nombre de la subdivisión (es, en, to) |
| ------ | ------------------------------------- |
| TO-01  | 'Eua                                  |
| TO-02  | Ha'apai                               |
| TO-03  | Niuas                                 |
| TO-04  | Tongatapu                             |
| TO-05  | Vava'u                                |

## Cambios
Los siguientes cambios de entradas han sido anunciados en los boletines de noticias emitidos por el ISO 3166/MA desde la primera publicación del ISO 3166-2 en 1998, cesando esta actividad informativa en 2013.
| Informe     | Fecha de emisión | Descripción del cambio reportado                                      | Cambio de código o subdivisión      |
| ----------- | ---------------- | --------------------------------------------------------------------- | ----------------------------------- |
| Boletín I-8 | 2007-04-17       | Se añaden las subdivisiones administrativas y sus elementos de código | Subdivisiones añadidas:5 divisiones |